# Virtuálky 3
Virtuálky 3 (2012) je MP3 album písničkáře Jaromíra Nohavici; album navazuje na Virtuálky (2009) a Virtuálky 2 (2010).
Skladby byly zveřejňovány každé pondělí na serveru Jany Dědečkové www.virtually.cz v období od 5. září 2011 do 2. ledna 2012.. Byly nahrávány v Ostravě (kromě: č. 3 – Kopřivnice; č.14 – Miláno, Itálie). Skladba Dežo (č. 11) se objevila i na dalším albu Tak mě tu máš.. Dušan Kütner na serveru e15.cz skladbu považuje za ukázku Nohavicova smyslu pro ironii a sarkasmus, kde je nadsázka týkající se soužití s Romy tak jasná, že „za rasismus ji může považovat pouze vypočítavý pragmatik hledající senzaci za každou cenu.“ Písně z celé třídílné sady Virtuálek jsou zahrnuty do zpěvníku Komplet 2 (2013).

## Seznam skladeb
Autorem všech skladeb je Jaromír Nohavica.
| Pořadí | Název                                     | Délka |
| ------ | ----------------------------------------- | ----- |
| 1.     | Zpátky do lavic (5.9.2011)                | 2:34  |
| 2.     | Hlava moje je nadměrný náklad (17.9.2011) | 1:32  |
| 3.     | Bazaly (11.12.2011)                       | 1:42  |
| 4.     | U totemu tančí kmen (23.10.2011)          | 1:28  |
| 5.     | Když na tebe leze rýma (30.10.2011)       | 1:15  |
| 6.     | Má žena už mě nemiluje (6.11.2011)        | 0:55  |
| 7.     | Osmkrát… (9.10.2011)                      | 0:50  |
| 8.     | Vánoční kapr (26.12.2011)                 | 1:33  |
| 9.     | Euročardáš (27.11.2011)                   | 1:21  |
| 10.    | K narozeninám (4.10.2011)                 | 1:38  |
| 11.    | Dežo (12.9.2011)                          | 1:57  |
| 12.    | Letí vzduchem facka (26.9.2011)           | 1:38  |
| 13.    | Ano nebo ne (16.10.2011)                  | 1:37  |
| 14.    | Pohlednice ze San Rema (13.11.2011)       | 1:08  |
| 15.    | Poker (20.11.2011)                        | 1:04  |
| 16.    | Moja Moja (4.12.2011)                     | 1:14  |
| 17.    | Závěrečná (2.1.2012)                      | 1:04  |

Skladby na albu mají odlišnou posloupnost, než v jaké byly zveřejňovány.

## Obsazení
- Jaromír Nohavica – zpěv, kytara

Host
- Robert Kuśmierski – akordeon (č. 3)